# Trionymus sasae
Trionymus sasae är en insektsart som först beskrevs av Hiroshi Kanda 1935.  Trionymus sasae ingår i släktet Trionymus och familjen ullsköldlöss. Inga underarter finns listade i Catalogue of Life.